# Juliusz
Juliusz – imię męskie pochodzenia łacińskiego, oznaczające należącego do rodu Juliuszów (Iulii). Jego żeńskim odpowiednikiem jest Julia.
Imieniny obchodzi: 19 stycznia, 12 kwietnia, 27 maja, 19 sierpnia i 5 grudnia.

## Odpowiedniki w niektórych językach[1]
- francuski – Jules
- hiszpański, portugalski – Julio
- łotewski – Jūlijs
- rosyjski – Юлий Julij
- rumuński – Iuliu
- węgierski – Gyula
- włoski – Giulio

## Znane postacie noszące imię Juliusz
- papież Juliusz I – święty katolicki
- papież Juliusz II
- papież Juliusz III
- Juliusz Archelaus
- Juliusz Bardach
- Jules Barthélemy-Saint-Hilaire – uczony francuski, polityk i filozof
- Yul Brynner – amerykański aktor
- Juliusz Cezar – starożytny dyktator Rzymu, (chociaż od niego pochodzi imię Juliusz, sam nosił imię (praenomen) Gajusz)
- Julio Cortázar – pisarz argentyński
- Julius Hammling – ornitolog niemiecki
- Gyula Illyés – pisarz węgierski
- Juliusz Joniak – polski malarz
- Juliusz Kaden-Bandrowski – powieściopisarz i publicysta
- Juliusz Kleiner – polonista
- Juliusz Kossak – polski malarz
- Juliusz Kydryński – tłumacz
- Juliusz Koszałka – jeden z ważniejszych członków Gryfa Pomorskiego
- Juliusz Machulski – polski reżyser
- Julij Martow – rosyjski polityk i publicysta, jeden z liderów mienszewików.
- Juliusz Paetz – arcybiskup metropolita poznański
- Jules Rimet – francuski działacz sportowy, pomysłodawca mundiali
- Juliusz Siudziński – autorytet w dziedzinie konserwacji i rekonstrukcji pojazdów zabytkowych
- Juliusz Slaski – polski antropolog, alpinista i dziennikarz Głosu Ameryki i Radia Wolna Europa
- Juliusz Słowacki – polski poeta
- Jules Verne – pisarz francuski, ojciec literatury fantastyczno-naukowej
- Juliusz Żuławski – pisarz
- Juliusz – książę Brunszwiku

## Kultura
- Górnośląska Nagroda Literacka „Juliusz”
- Juliusz – polski film z 2018 roku w reżyserii Aleksandra Pietrzaka